# مارغريت كولكين بانينغ
مارغريت كولكين بانينغ (بالإنجليزية: Margaret Culkin Banning)‏ (18 مارس 1891، بافلو في الولايات المتحدة - 4 يناير 1982)؛ سياسية وروائية أمريكية. درست في كلية فاسار.